# チャーム ポイント
「チャーム ポイント」は、岡村靖幸の17枚目のシングル。
1995年10月21日にEpic/Sony Recordsより発売された。

## 概要
1993年・1994年と岡村はシングル・アルバム共新作を発表しなかった為、前作「パラシュート★ガール」から3年振りの新曲。
5年振りのオリジナルアルバム『禁じられた生きがい』からの先行シングル。
2021年現在、自身最大のヒットを記録したシングル。
表題曲は、NHK-FM『ミュージック スクエア』オープニングテーマ。

## 収録曲
（全曲作詞・作曲・編曲：岡村靖幸）
1. チャーム ポイント (Radio mix)
  - アルバム未収録。
2. ハッピー ウェディング
  - アルバム未収録。
3. チャーム ポイント (Private mix)
  - アルバム『禁じられた生きがい』、ベストアルバム『OH! ベスト』には、本バージョンで収録されている。